# Sloup v Moravském Krasu
Sloup (deutsch Slaup) ist ein Městys in Tschechien. Der Wallfahrtsort befindet sich im Mährischen Karst, 7,5 km östlich von Rájec-Jestřebí, und gehört dem Okres Blansko an.

## Geographie
Das Dorf liegt im 470 m Höhe am Zusammenfluss der Bäche Žďárná und Luha zum Sloupský potok. Im Süden des Ortes beginnt das Trockental Pustý žleb. Der Sloupský potok fließt in das Innere der Karstfläche, in dem sich das Höhlensystem der Sloupsko-šošůvské jeskyně befindet. In der Höhle Kůlna, die Teil dieses Systems ist, wurden Schädelknochen von Neandertalern sowie Knochen vom Höhlenbären, Hyänen und dem Wollnashorn gefunden. Neben zahlreichen Höhlen, Erdfällen und Brüchen befinden sich in Sloup auch markante Karstfelsen.
Das Ortsbild wird geprägt von der zweitürmigen Wallfahrtskirche der schmerzhaften Jungfrau Maria.
Unweit davon liegt der mit alten Linden bestandene Familienfriedhof der Grafen Salm-Reifferscheidt-Raitz.

## Geschichte

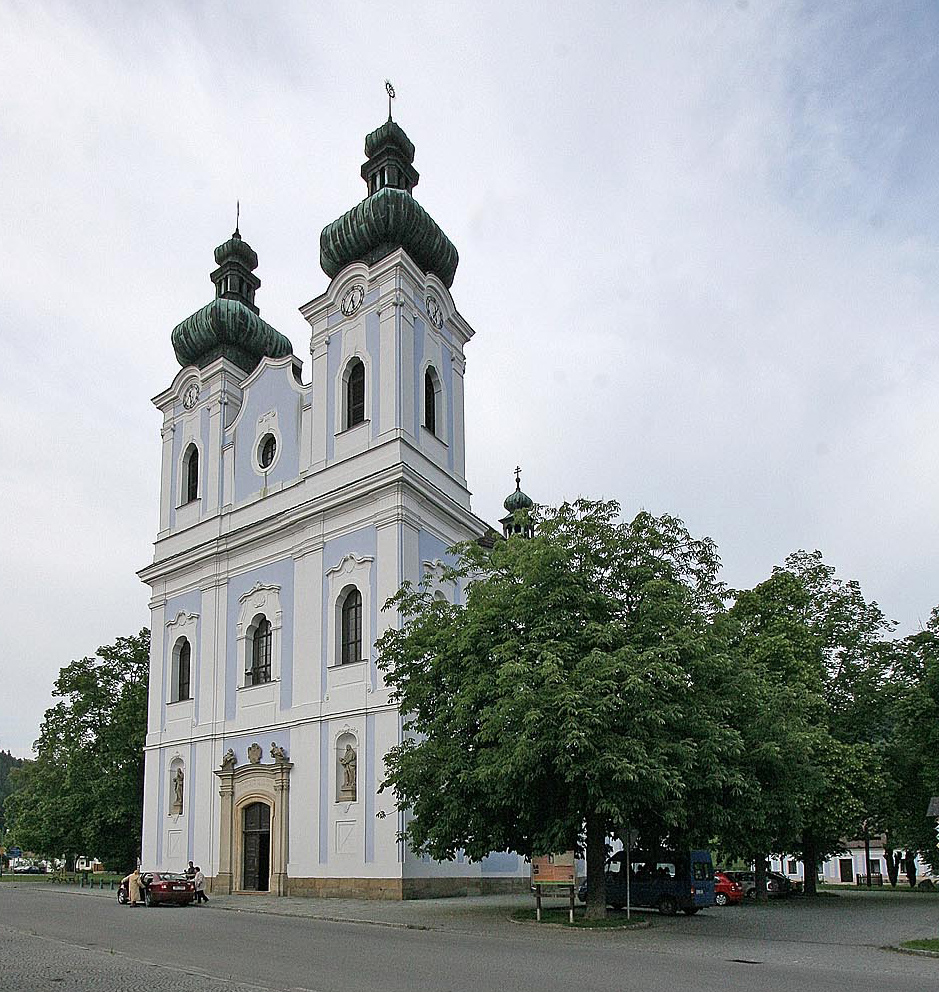
Wallfahrtskirche der Schmerzhaften Jungfrau Maria

Sloup wurde erstmals im Jahre 1373 urkundlich erwähnt. 1446 war es im Besitz des Půta von Sovinec auf Doubravice und Holstein. 1491 kaufte Ludmilla von Kunstadt, die Frau des Vratislaw von Pernstein Dorf und Mühle. Im Laufe des 16. Jahrhunderts wurde die Familie Drnovský von Drnovice Besitzer der Herrschaft Sloup. 1661 erhielt Johanka von Rogendorf als letzte Angehörige des erloschenen Geschlechts Drnovský den Besitz zugesprochen. Ihr Sohn Johann Christian von Rogendorf, der seit 1675 u. a. Sloup besaß, war königlicher Hauptmann des Brünner Kreises. Gräfin Caroline von Rogendorf, seit 1741 Besitzerin der Herrschaft Raitz mit Sloup, ließ zwischen 1751 und 1754 auf dem Marktplatz des Ortes eine Kirche der schmerzhaften Jungfrau Maria errichten, die 1754 vom Fürstbischof des Erzbistums Olmütz Ferdinand Julius von Troyer geweiht wurde. Der Bau entstand, als nach der Heilung der 25-jährigen Tochter eines Müllers von der Fallsucht Sloup ein Wallfahrtsort für Bittsteller um Gnadenheilung geworden war. Nach dem Brand des Schlosses Raitz war Caroline von Rogendorf und Mollenburg 1746 nach Sloup übersiedelt.
Nach ihrem Tode fiel das Erbe an ihre drei Söhne, die den Besitz 1763 für 360.000 Gulden an den Ehemann ihrer Schwester Raphaela, Anton Josef Altgraf von Salm-Reifferscheidt verkauften. Die Familie Salm-Reifferscheidt blieb bis zu ihrer Enteignung im Jahre 1945 Besitzer der Herrschaft und ihr Wappen ziert noch heute das Gemeindewappen. 1862 wurde Sloup zum Städtchen erhoben. Im Jahre 2007 wurde der Status als Městys erneuert.